# České Hamry (Strážov)
České Hamry jsou malá vesnice, část města Strážov v okrese Klatovy v Plzeňském kraji. Nachází se asi tři kilometry západně od Strážova. České Hamry jsou také název katastrálního území o rozloze 1,22 km².

## Historie
První písemná zmínka o vesnici pochází z roku 1625, kdy patřila k panství Opálka. Ze stejného roku pochází také jediná zmínka o zdejší tvrzi, která později zcela zanikla. Jméno vesnice je odvozené od technického díla, hamru. V 17. století zde existoval Hořejší hamr a Dolejší hamr se dvorem a ovčínem. Přívlastek České byl zvolen později pro odlišení od Hamrů nedaleko Železné Rudy.

## Obyvatelstvo
| Rok            | 1869 | 1880 | 1890 | 1900 | 1910 | 1921 | 1930 | 1950 | 1961 | 1970 | 1980 | 1991 | 2001 | 2011 | 2021 |
| -------------- | ---- | ---- | ---- | ---- | ---- | ---- | ---- | ---- | ---- | ---- | ---- | ---- | ---- | ---- | ---- |
| Počet obyvatel | 70   | 72   | 77   | 76   | 66   | 65   | 54   | 35   | 28   | 26   | 16   | 13   | 12   | 7    | 7    |
| Počet domů     | 13   | 13   | 12   | 13   | 10   | 10   | 9    | 9    | 9    | 9    | 5    | 8    | 8    | 8    | 8    |

## Obecní správa
Při sčítání lidu v letech 1850–1929 České Hamry byly osadou obce Hodousice v okrese Klatovy. V letech 1930–1963 byly částí obce Opálka v okrese Klatovy. Od roku 1964 jsou částí města Strážov v okrese Klatovy.

## Další fotografie

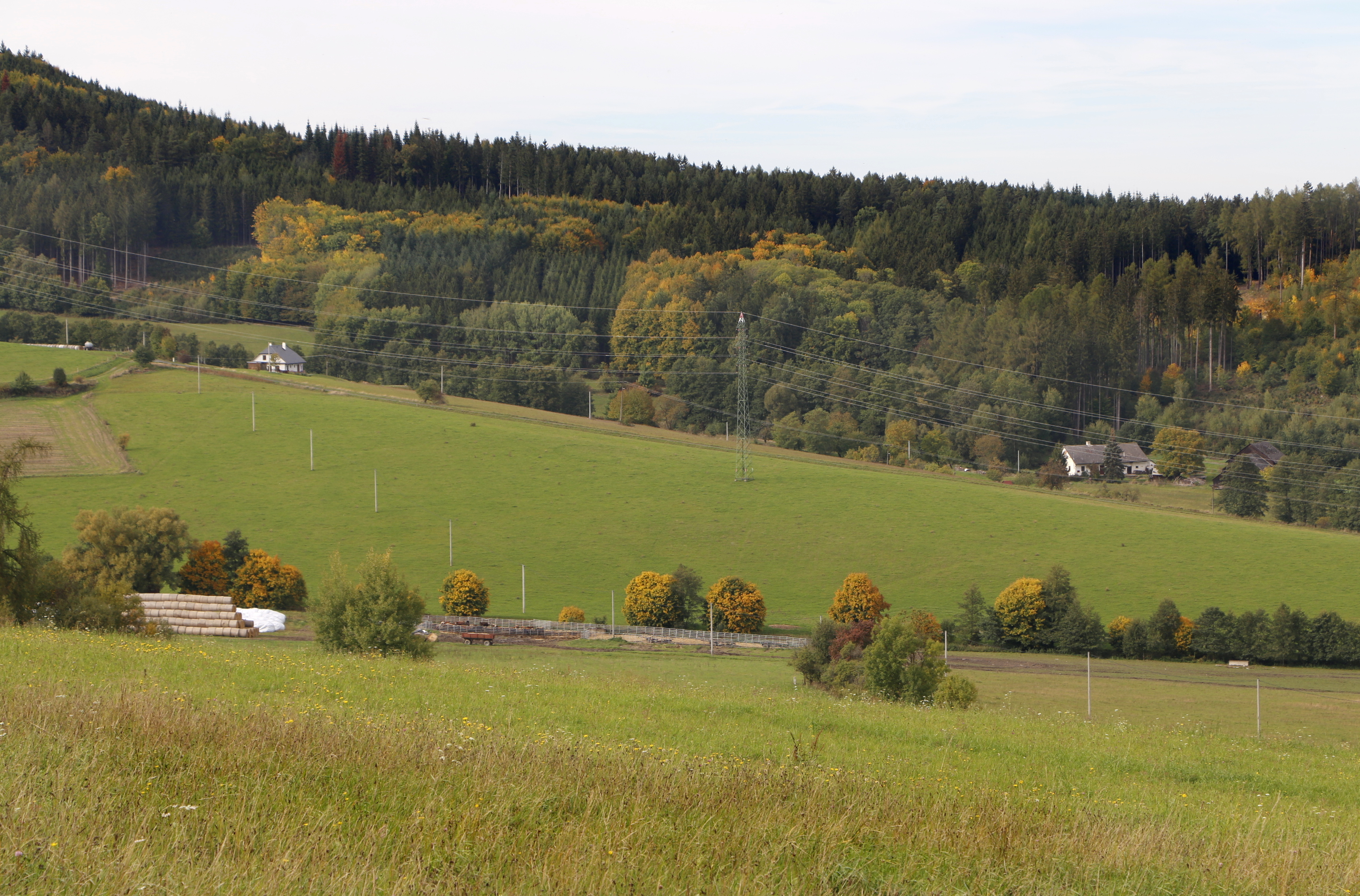
Rozptýlená zástavba v západní části
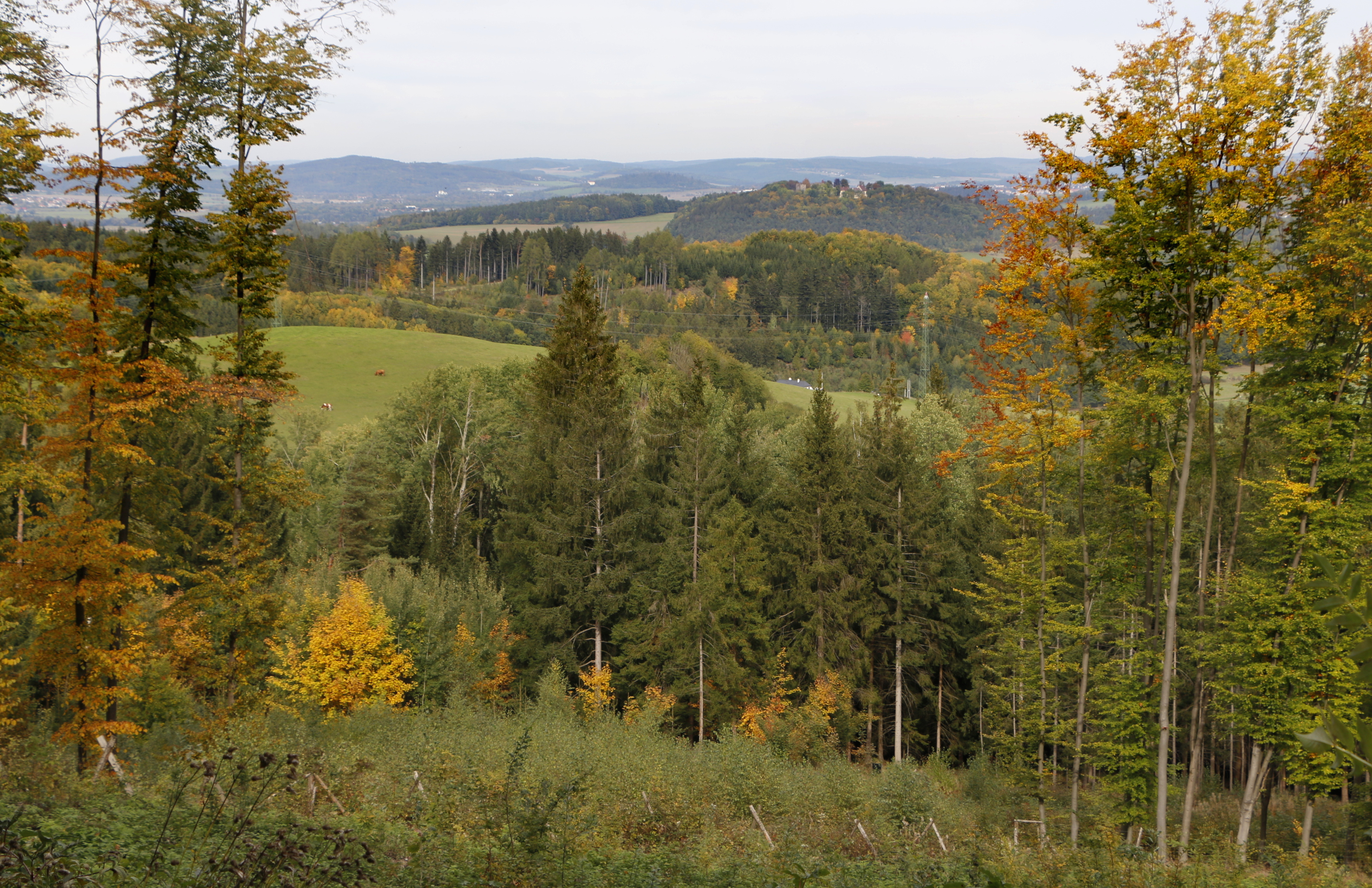
Krajina u vsi